# Южноамериканский морской котик
Южноамериканский морской котик (лат. Arctocephalus australis) — вид ластоногих из семейства ушастых тюленей. В настоящее время обычно включается в род южных морских котиков (Arctocephalus), хотя в некоторых системах классификации выделялся вместе с большинством представителей этого таксона в отдельный род Arctophoca.
Самцы достигают в длину до 190 см, а их масса составляет 200 кг. Самки существенно меньше с длиной 140 см и массой 50 кг. У них светло-коричневая шерсть, отличающаяся от шерсти самцов, расцветка которых чёрно-серая с броской гривой вокруг шеи. Подвид фолклендских морских котиков по размерам меньше представителей популяций морских котиков с южноамериканского материка.
Южноамериканский морской котик делится на два подвида. Помимо вышеупомянутых фолкледнских морских котиков (Arctocephalus australis australis), живущих на Фолклендских островах, основной подвид Arctocephalus australis gracilis живёт на побережьях Южной Америки, от Перу и Чили до Аргентины и южной Бразилии.
Южноамериканские морские котики предпочитают скалистые берега и в состоянии преодолевать довольно крутые подъёмы, чтобы добраться до своих мест отдыха. Часто они отдыхают в пещерах, стараясь спрятаться от дневной жары.
На всех побережьях южноамериканские морские котики на протяжении столетий были объектом промысла охотников. На побережье Перу в 1940-х оставалось только 40 котиков. Лишь изданные с тех пор законы, запрещающие охоту на них, позволили популяции вновь возрасти до 20 тысяч. На чилийском побережье живёт 20 тысяч морских котиков, на аргентинском — 3 тысячи. На Фолклендских островах их насчитывается 15 тысяч. Наиболее крупная популяция находится в Уругвае, где колонии южноамериканских морских котиков составляют до 200 тысяч зверей. Это единственная страна, в которой сегодня разрешена ограниченная охота на морских котиков. Во всех остальных странах Южной Америки он состоит под тщательной защитой. В целом этот вид сегодня не находится под угрозой вымирания.